# Wycliffe International
Wycliffe International é nome pelo qual é conhecida a Wycliffe Bible Translators, uma organização dedicada à tradução da Bíblia em todas as línguas vivas do mundo, especialmente aquelas menos familiarizadas com o cristianismo. Wycliffe foi fundada em 1942 por William Cameron Townsend e possui hoje escritórios em mais de 50 países. O nome da organização é uma homenagem a John Wycliffe, responsável pela primeira tradução da Bíblia completa para o inglês.